# (4747) Jujo
(4747) Jujo es un asteroide perteneciente al cinturón de asteroides, descubierto el 19 de noviembre de 1989 por Seiji Ueda y el astrónomo Hiroshi Kaneda desde el Kushiro Marsh Observatory, Hokkaido, Japón.

## Designación y nombre
Designado provisionalmente como 1989 WB. Fue nombrado Jujo en homenaje a Jūjō lugar de trabajo desde donde desempeña su labor Seiji Ueda.

## Características orbitales
Jujo está situado a una distancia media del Sol de 3,004 ua, pudiendo alejarse hasta 3,335 ua y acercarse hasta 2,673 ua. Su excentricidad es 0,110 y la inclinación orbital 11,79 grados. Emplea 1902 días en completar una órbita alrededor del Sol.

## Características físicas
La magnitud absoluta de Jujo es 12,3. Tiene 13,821 km de diámetro y su albedo se estima en 0,134.